# Колозембский, Адам
Адам Колозембский (пол. Adam Kołożębski или Kołozembski; около 1577, Мазовия — 28 августа 1650, Варшава) — католический священник, член Общества Иисуса.

## Биография
В орден иезуитов вступил 17.01.1596 в Кракове в новициат Польской провинции. С 1608 г. — в составе Литовской провинции Общества Иисуса. Супериор и ректор коллегиума в Ломже (1610—1620), проповедник в коллегиате и префект Архибратства Милосердия в Варшаве (1611—1620), супериор в Гродно (1622—1626), регенс Духовной семинарии в Пултуске (1626—1627), ректор в Ломже (1630—1632), миссионер при дворе великого канцлера литовского Станислава Альбрехта Радзивилла (1634—1635) и при дворе епископа куявского Николая Войцеха Гневоша (1643—1645).
Первый руководитель гродненской резиденции иезуитов. Открыл в Гродно первую школу с регулярной образовательной программой, унифицированной Школьным уставом Общества Иисуса. В 1625 г. им осуществлен набор во второй класс гуманитарной гимназии (класс грамматики). 